# Life is Strange 2
Life is Strange 2 – komputerowa gra przygodowa stworzona przez studio Dontnod Entertainment, stanowiąca trzecią odsłonę cyklu Life is Strange. Gra wydana została przez Square Enix w formie pięciu odcinków, z których pierwszy pojawił się na platformach Microsoft Windows, PlayStation 4 i Xbox One 26 września 2018.

## Rozgrywka
Na fabułę Life is Strange 2 w pewnym stopniu będą miały przełożenie zarówno decyzje podjęte w pierwszej części, Life is Strange, jak również w spin-offie serii, The Awesome Adventures of Captain Spirit.

## Produkcja
Jeszcze przed rozpoczęciem prac nad grą, studio Dontnod Entertainment podjęło decyzję, że bohaterami Life is Strange 2 będą nowe postacie, zaś akcja osadzona zostanie w innym miejscu, niż w oryginale. Prace nad grą rozpoczęły się na początku 2016 roku, kiedy do sklepów trafiła pudełkowa wersja pierwszej części, a jej reżyserami zostali Michel Koch i Raoul Barbet. Gra powstaje na silniku graficznym Unreal Engine 4.

## Dystrybucja
W maju 2018 roku francuski dziennik ekonomiczny „Les Échos” doniósł, że premiera Life is Strange 2 odbędzie się przed 2020 rokiem. W czerwcu 2018 roku podczas targów Electronic Entertainment Expo zapowiedziano premierę gry The Awesome Adventures of Captain Spirit mającej stanowić prequel Life is Strange 2. Sama gra zapowiedziana oficjalnie została kilka dni później w formie kilkunastosekundowego materiału wideo, ujawniającego, że pierwszy z pięciu odcinków zadebiutuje 27 września tego samego roku. Ostatecznie pierwszy odcinek ukazał się dzień wcześniej – 26 września. Premiera drugiego odcinka odbyła się 24 stycznia 2019.